# Phylica imberbis
Phylica imberbis är en brakvedsväxtart som beskrevs av Berg.. Phylica imberbis ingår i släktet Phylica och familjen brakvedsväxter.

## Underarter
Arten delas in i följande underarter:
- P. i. eriophorus
- P. i. secunda